# Фостаматиніб
Фостаматиніб (англ. Fostamatinib) — синтетичний лікарський препарат, відомий під торговими назвами «Тавалісс» та «Тавлесс», що належить до групи інгібіторів тирозинкінази, та застосовується для лікування хвороби Верльгофа. Фостаматиніб застосовується перорально.
Механізм дії фостаматинібу полягає в інгібуванні ферменту селезінкової протеїнкінази. Цей фермент бере участь у стимуляції частини імунної системи. Блокуючи активність SYK, фостаматиніб зменшує руйнування імунною системою тромбоцитів, наслідком чого є підвищення кількості тромбоцитів, що зменшує ймовірність надмірної кровотечі.
Найчастішими побічними ефектами препарату є діарея, артеріальна гіпертензія, нудота, респіраторні інфекції, запаморочення, підвищення рівня печінкових ферментів, шкірний висип, біль у животі, втома, біль у грудях, та лейкопенія.
Управління з продовольства і медикаментів США (FDA) вважає фостаматиніб першим у своєму класі препаратом.

## Медичне застосування
Фостаматиніб використовується для лікування дорослих із низькою кількістю тромбоцитів унаслідок хронічної імунної тромбоцитопенії або хвороби Верльгофа, коли попереднє лікування не дало достатньо ефективного результату. Хвороба Верльгофа є аутоімунним розладом кровотворення, при якому порушується згортання крові у зв'язку з низьким рівнем тромбоцитів.

## Фармакологічні властивості

### Механізм дії
Фостаматиніб випускається у вигляді таблеток гексагідрату динатрію фостаматинібу, що є проліками активної сполуки таматинібу (R-406), яка є інгібітором ферменту селезінкової тирозинкінази. SYK є протеїн-тирозинкіназою, пов'язаною з різними клітинами запального процесу, включаючи макрофаги, які, на думку частини дослідників, є клітинами, відповідальними за кліренс тромбоцитів при хворобі Верльгофа. Коли фрагменти SYK зв'язуються зі своїми лігандами, рецепторний комплекс активується і запускає фосфорилювання тригерів, що активують імунорецептори. Це призводить до активації різних генів, що викликає перебудову цитоскелета, опосередковуючого фагоцитоз у клітинах лінії моноцитів/макрофагів. Оскільки SYK відіграє важливу роль у FcγR-опосередкованій передачі сигналу та поширенні запалення, він вважається хорошою мішенню для пригнічення різних аутоімунних станів, включаючи ревматоїдний артрит та лімфому.

## Клінічні дослідження
Фостаматиніб досліджувався щодо ефективності в лікуванні ревматоїдного артриту, аутоімунної тромбоцитопенії, аутоімунної гемолітичної анемії, IgA-нефропатії та лімфоми. Препарат також знаходиться у І фазі клінічних досліджень щодо безпечності застосування в комбінації з паклітакселом у хворих з раком яєчників.
Дослідження фосаматинібу розпочалося з лікування мишачих моделей з цитопенією. Мишей використовували для дослідження ефективності маломолекулярного препарату R788, який є проліками біологічно активного R406, що є інгібітором SYK. На тваринних моделях лікування R406/R788 виявилося безпечним та ефективним, та спричинювало зменшення запалення та пошкодження суглобів при імуноопосередкованому ревматоїдному артриті. Моделі сприятливо реагували на лікування, тому дослідження перейшло до ІІ фази клінічних досліджень на людях. Дослідження на людях показали, що R788 має хорошу біодоступність при пероральному прийомі, біологічну активність, добре переноситься, і не спричинює агрегації тромбоцитів, індукованої колагеном або АДФ. У відкрите когортне дослідження ефективності препарату були включені 16 дорослих із хронічною хворобою Верльгофа з підвищенням дози з однією групою, починаючи з 75 мг і підвищуючи до 175 мг двічі на день. Дозу збільшували до тих пір, поки не стала очевидною стійка реакція, не була досягнута токсичність або не досягнуто дози у 175 мг двічі на добу. 8 хворих досягли стійкої відповіді з кількістю тромбоцитів понад 50 тисяч мм³/л на більш ніж 67 % їх обстежень. 3 із цих хворих не реагували на тромбопоетичні засоби. 4 інших дали непостійну відповідь. Середня пікова кількість тромбоцитів перевищувала у цих 12 хворих 100 тисяч мм³/л. Токсичність препарату виявлялася насамперед у побічних ефектах з боку травної системи, зокрема помітній діареї, неприємних відчуттях у животі та блюванні. У 2 хворих зареєстровано підвищення рівня амінотрансфераз.
Фостаматиніб пройшов ІІ фазу клінічних досліджень як засіб для лікування важких ускладнень COVID-19, та готується до проведення ІІІ фази клінічних досліджень.

### Ревматоїдний артрит
ІІ фаза клінічного дослідження фостаматинібу хворих з ревматоїдним артритом, які не реагували на біологічні препарати, показало невелику ефективність порівняно з плацебо, але препарат добре переносився. У хворих із високою активністю запального процесу, виміряним за рівнями С-реактивного білка, покращення стану хворих було досягнуто значно вищою часткою хворих у групі фостаматинібу (42 %) порівняно з групою плацебо (26 %).

### Аутоімунна тромбоцитопенія
Імунна тромбоцитопенічна пурпура або хвороба Верльгофа — це аутоімунне захворювання, при якому імунна система атакує та руйнує тромбоцити, що спричинює аномально низький рівень тромбоцитів в крові. Ця хвороба характеризується руйнуванням тромбоцитів, опосередкованим антитілами. Хворі з хворобою Верльгофа мають збільшений кліренс циркулюючих тромбоцитів, вкритих IgG, спричинених збільшенням кількості макрофагів, що мають рецептори Fcγ, у селезінці та печінці, що призводить до різного рівня тромбоцитопенії та різного ступеня шкірно-слизової кровотечі. Останні дослідження патофізіології тромбоцитопенічної пурпури показують, що зниження вироблення тромбоцитів також може бути важливим компонентом тромбоцитопенії. У багатьох хворих спостерігається реакція на призначену терапію, включаючи кортикостероїди, внутрішньовенний імуноглобулін, спленектомію та ритуксимаб. Однак існує частина хворих, у яких зберігається стійко низький рівень тромбоцитів, незважаючи на лікування. Ці хворі мають постійний ризик внутрішньочерепного крововиливу та інших ускладнень кровотечі. Досліджуються кілька видів терапії, що стимулюють тромбопоез, включаючи ельтромбопаг і роміплостим, які можуть допомогти боротися з низьким рівнем тромбоцитів у хворих з тромбоцитопенічною пурпурою. Компанія «Rigel Pharmaceuticals» повідомила про результати 2 клінічних досліджень III фази фостаматинібу для лікування тромбоцитопенічної пурпури, які проводились у серпні та жовтні 2016 року. Дослідження є другою фазою ІІІ етапу клінічних досліджень, багатоцентровим, рандомізованим, подвійним сліпим, плацебо-контрольованим дослідження фостаматинібу при лікуванні стійкої/хронічної імунної тромбоцитопенічної пурпури, яке проводила компанія «Rigel Pharmaceuticals». Показники первинного результату визначаються як стабільна реакція підтримання рівня тромбоцитів до кінця дослідження (24 тиждень) щонайменше до 50 тисяч клітин/мкл під час принаймні 4 із 6 обстежень між 14–24 тижнями. Учасники отримували плацебо, 100 мг або 150 мг препарату вранці та ввечері протягом 24 повних тижнів. Перше дослідження FIT 1 (047) відповідало первинній кінцевій точці дослідження статистично значущим показником: 18 % хворих досягли 50 тисяч тромбоцитів в 1 мкл крові і жоден хворий, який отримував плацебо, не відповідав цим критеріям. Станом на червень 2016 року відкрите довгострокове розширене дослідження (049) відстежувало 118 хворих, які вирішили приймати фостаматиніб після завершення дослідження 047 або 048, досліджень фостаматинібу при лікуванні стійкої/хронічної імунної тромбоцитопенічної пурпури, яке проводила компанія-розробник препарату.

### Аутоімунна гемолітична анемія
Дослідження ефективності фостаматинібу в лікуванні аутоімунної гемолітичної анемії знаходиться на І етапі II фази клінічних досліджень. Це дослідження є багатоцентровим відкритим двоетапним дослідженням ІІ фази для оцінки безпеки та ефективності фостаматинібу при лікуванні аутоімунної гемолітичної анемії з теплими антитілами. Основні результати аналізу включають оцінку кількості гемоглобіну, що вимірюється рівнями, вищими за 10 г/дл і на 2 г/дл вищими за вихідний рівень гемоглобіну. Результати застосування досліджували протягом 12 тижнів при прийомі дози 150 мг вранці та ввечері. Дослідження розпочалося у квітні 2016 року і, за оцінками, мало завершитися у вересні 2017 року. Для дослідження набирали учасників із кількох штатів США, зокрема Аризону, Каліфорнію, округ Колумбія, Массачусетс, Нью-Йорк, Північну Кароліну та Техас. Учасники дослідження повинні мати первинні або вторинні теплові антитіла AIHA, і мати принаймні 1 неефективний попередній режим лікування хвороби. Хворі не можуть мати кількість тромбоцитів менше ніж 30 тисяч в 1 мкл, мати вторинні AIHA по відношенню до аутоімунного захворювання, мати неконтрольовану або погано контрольовану гіпертензію, або мати холодові антитіла AIHA, синдром холодового аглютиніну, змішаний тип AIHA або пароксизмальну холодову гемоглобінурію.

### IgA-індукована нефропатія
Фостаматиніб проходив II фазу клінічних досліджень, які мали завершитися наприкінці 2016 року, як засіб для лікування IgA-обумовленої нефропатії. Ig-нефропатія — це хронічне аутоімунне захворювання, пов'язане із запаленням нирок, яке знижує їх фільтраційну функцію. На даний момент не існує патогенетичних методів лікування Ig-нефропатії. Для дослідження ефективності препарату при Ig-нефропатії набирали учасників із США, Австрії, Німеччини, Гонконгу, Тайваню та Великої Британії. Хворі мали бути віком від 18 до 70 років, мати результати біопсії нирки, що відповідають IgA-нефропатії, лікуватися [[Інгібітори АПФ|]інгібітором АПФ] та/або інгібітором рецепторів ангіотензину-II протягом щонайменше 90 днів у стандартній дозі, мати рівень протеїнурії більш ніж 1 г/добу при діагностиці IgA-нефропатії та рівень більше 0,5 г/добу під час другого огляду, і артеріальний тиск, контрольований до ≤ 130/80 за допомогою препаратів, що впливають на ренін-ангіотензину систему. Відповідні кандидати не могли за короткий час до дослідження приймати циклофосфамід, мікофенолату мофетил, азатіоприн, ритуксимаб або більш ніж 15 мг/добу преднізону чи будь-якого іншого еквівалента кортикостероїдів. Дослідження мало показати, чи є фостаматиніб безпечним та ефективним засобом лікування Ig-нефропатії, та було ІІ фазою багатоцентрового, рандомізованого, подвійного сліпого плацебо-контрольованого клінічного дослідження зі зростаючою дозою. Основні показники результатів включали середню зміну протеїнурії, виміряну за співвідношенням білка/креатиніну в сечі. Ефект оцінювали для препарату в дозі 100 мг, 150 мг і плацебо, які приймалися двічі на день перорально протягом 24 тижнів. Дослідження розпочалося в жовтні 2014 року, і планувалося його завершити до червня 2017 року.

## Історія схвалення
Фостаматиніб був схвалений для медичного застосування у США у квітні 2018 року.
Управління з продовольства і медикаментів США (FDA) схвалило фостаматиніб на основі даних 2 ідентичних подвійних сліпих плацебо-контрольованих клінічних досліджень FIT-1 (NCT02076399) і FIT-2 (NCT02076412) за участю 150 дорослих із стійкою або хронічною хворобою Верльгофа, які мали недостатню відповідь на попереднє лікування, яке включало кортикостероїди, імуноглобуліни, спленектомію та/або агоністи тромбопоетинових рецепторів. Учасникам дозволили під час дослідження продовжити попереднє лікування тромбоцитопенічної пурпури. Хворі були рандомізовані у співвідношенні 2:1 на прийом фостаматинібу (100 мг перорально двічі на день) або плацебо двічі на день протягом 24 тижнів. Через місяць дозу можна було збільшити до 150 мг перорально двічі на день. Ефект фостаматинібу оцінювався на основі відсотка учасників, які досягли та підтримували попередньо визначену кількість тромбоцитів у період із 14 по 24 тижні лікування у групах фостаматинібу та плацебо відповідно. Дослідження FIT-1 проводилося в 35 місцях в Австралії, Канаді, Данії, Угорщині, Італії, Нідерландах, Великій Британії та США. дослідження FIT-2 проводилося у 23 місцевостях в Австрії, Болгарії, Чехії, Німеччині, Норвегії, Польщі, Румунії та Іспанії.
FDA затвердило заявку на фостаматиніб як орфанний препарат, і надало схвалення препарату компанії «Rigel Pharmaceuticals».
Фостаматиніб був схвалений для медичного застосування в Європейському Союзі в січні 2020 року.